# Aqua Luna
El Aqua Luna (en cantonés Cheung Po Tsai (張保仔)) es un junco chino que opera en el puerto de Victoria, Hong Kong. Fue botado en 2006 y aunque su nombre oficial es Aqua Luna también lleva como nombre cantonés Cheung Po Tsai en homenaje a un pirata del siglo XIX.

## Construcción
El Aqua Luna fue construido durante 18 meses en un astillero de Hong Kong, utilizando métodos tradicionales y bajo la supervisión de un experto de 73 años de edad. Es propiedad del Aqua Luna Restaurant Group, y fue botado en 2006 en Pier Four, en Hong Kong. Tiene dos cubiertas con una superficie total de 460 m² con una cubierta superior equipada con sofás y una cubierta inferior con un bar. La nave tiene una capacidad de 80 pasajeros más la tripulación. Tiene 28 metros de eslora y tres velas color carmesí con aparejos propios del junco. De todas maneras, las velas son puramente decorativas, utilizando propulsión a motor.

## Uso
El barco es utilizado como embarcación de placer alrededor del puerto de Victoria, en Hong Kong, con paradas en los muelles de Tsim Sha Tsui, Central, Wan Chai y Hung Hom durante el día y Central y Tsim Sha Tsue a la noche. También es utilizado para recorridos diurnos a Stanley durante los fines de semana, así como a Aberdeen, Cheung Chau y Joss House Bay desde 2011. Ha sido destacado en revistas, tarjetas postales y en shows de televisión en Hong Kong. El 2011 se utilizó durante el Día Mundial de la Lucha contra el Sida para un día de navegación en rojo. Fueron invitados estudiantes del Li Po Chun United World College a bordo y se realizaron presentaciones acerca de la enfermedad.